# Novotrojický rajón
Novotrojický rajón (ukrajinsky Новотроїцький район) byl rajón v Chersonské oblasti na Ukrajině. Hlavním městem bylo Novotrojicke a rajón měl přibližně 35 tisíc obyvatel. 

## Sídla v rajónu
- Novotrojicke
- Syvaske